# Barranca
A cidade peruana de Barranca é a capital da Província de Barranca, situada no Departamento de Lima, pertencente a Região de Lima, na zona central do Peru.